# IC 626
IC 626 ist eine linsenförmige Galaxie vom Hubble-Typ E-S0 im Sternbild Sextant südlich des Himmelsäquators. Sie ist schätzungsweise 370 Millionen Lichtjahre von der Milchstraße entfernt.
Das Objekt wurde am 5. Mai 1893 von dem französischen Astronomen Stéphane Javelle entdeckt.